# 将棋大会のシード条件
将棋大会のシード条件（しょうぎたいかいのシードじょうけん）では、将棋の棋戦のシード条件について述べる。

## 棋士が参加する棋戦
| 棋戦                            | リーグ／トーナメント            | 人数                      | シード条件 |
| ------------------------------- | ------------------------------- | ------------------------- | --- |
| 竜王戦                          | 1組 （最大17名）                | 1名                       | 前期竜王戦七番勝負敗者（以下に該当しない場合） |
| 竜王戦                          | 1組 （最大17名）                | 15-16名                   | 前期1組残留（11-12名） 前期2組上位4名（3-4名） |
| 竜王戦                          | 2～5組                          | 2・3組／16名 4・5組／32名 | 前期上位クラスからの降級者4名 前期クラス残留者 前期下位クラスからの昇級者4名 |
| 竜王戦                          | 6組                             | （人数不定）              | 1組-5組以外の棋士 |
| 竜王戦                          | 6組                             | アマ4名                   | アマチュア竜王戦上位者（原則ベスト4以上） 支部名人（33期まで出場、当時アマ5名） |
| 竜王戦                          | 6組                             | 奨励会員1名               | 前期三段リーグ参加者（昇段に至らなかった成績上位者1名） |
| 竜王戦                          | 6組                             | 女流4名                   | 女流棋士上位4名 |
| 名人戦                          | 順位戦A級                       | 10名                      | 前期名人戦七番勝負敗者 前期順位戦A級残留者（7名、原則2-8位者） B級1組2位以上（2名） |
| 王位戦                          | 挑戦者決定リーグ （紅組・白組） | 4名                       | 前期王位戦七番勝負敗者 前期挑戦者決定リーグ残留者（各組2位以上） |
| 王位戦                          | 予選                            | 女流2名                   | 女流王位及び挑戦者 |
| 王座戦                          | 挑戦者決定 トーナメント         | 4名＋α                    | 前期王座戦五番勝負敗者 前期挑戦者決定トーナメントベスト4以上 タイトル保持者（棋戦開始時） |
| 王座戦                          | 二次予選                        | （人数不定）              | 順位戦B級2組以上 前期挑戦者決定トーナメント出場 タイトル挑戦者および失冠者 全棋士参加棋戦優勝者 前期予選成績上位者(一次予選通過者で二次予選1勝以上)                                                        |
| 王座戦                          | 一次予選                        | 女流4名                   | （選抜条件不明） |
| 棋王戦                          | 挑戦者決定 トーナメント         | 4名 （3回戦シード）       | 前期棋王戦五番勝負敗者 前期挑戦者決定トーナメントベスト4以上 |
| 棋王戦                          | 挑戦者決定 トーナメント         | （人数不定）              | タイトル保持者（棋戦開始時） 順位戦B級1組以上 |
| 棋王戦                          | 予選                            | アマ1名                   | 全日本アマチュア名人戦優勝者< |
| 棋王戦                          | 予選                            | 女流1名                   | 女流タイトル保持者 |
| 叡王戦                          | 本戦 （第6期より）              | 4名                       | 前期叡王戦番勝負敗者 前期本戦トーナメントベスト4以上 |
| 王将戦                          | 挑戦者決定リーグ                | 4名                       | 前期王将戦七番勝負敗者 前期挑戦者決定リーグ残留（4位以上） |
| 王将戦                          | 二次予選                        | （人数不定）              | 前期挑戦者決定リーグ陥落（2回戦シード） タイトル保持者（棋戦開始時） 永世称号者・永世王将資格者 順位戦A級                                                                                                  |
| 棋聖戦                          | 決勝トーナメント                | 4名～8名                  | 前期棋聖戦五番勝負敗者 前期決勝トーナメントベスト4以上 タイトル保持者（棋戦開始時） |
| 棋聖戦                          | 二次予選                        | （人数不定）              | 前期決勝トーナメント出場 順位戦B級2組以上 棋聖戦五番勝負出場経験者 |
| 棋聖戦                          | 一次予選                        | 女流2名                   | （選抜条件不明） |
| 朝日杯 将棋オープン戦           | 本戦                            | 8名                       | シード順位（計24名／本戦シード8人、二次予選シード16人） 1. 前回ベスト4 2. タイトル保持者 3. 全棋士参加棋戦優勝者 4. 前回予選出場かつ本戦進出者 5. 永世称号者および永世称号資格者 6. 上記以外の順位戦上位者 |
| 朝日杯 将棋オープン戦           | 二次予選                        | 16名                      | シード順位（計24名／本戦シード8人、二次予選シード16人） 1. 前回ベスト4 2. タイトル保持者 3. 全棋士参加棋戦優勝者 4. 前回予選出場かつ本戦進出者 5. 永世称号者および永世称号資格者 6. 上記以外の順位戦上位者 |
| 朝日杯 将棋オープン戦           | 一次予選 （1回戦）              | アマ10名                  | 朝日アマ名人／朝日アマ名人戦ベスト8以上／学生名人 |
| 朝日杯 将棋オープン戦           | 一次予選 （1回戦）              | 女流3名                   | 女流棋士3名（主催者推薦） |
| 朝日杯 将棋オープン戦           | 一次予選 （1回戦）              | 新人棋士10名              | 棋士番号の大きい方から10人 （二次予選以上シードは除く、1回戦でアマと対局） |
| 銀河戦                          | 決勝トーナメント                | -                         | （シードなし） |
| 銀河戦                          | 本戦トーナメント （ブロック戦） | アマ4名                   | 将棋アマチュア銀河戦全国大会優勝者 将棋プレミアム杯G1グランプリ優勝者 アマ王将・準アマ王将 |
| 銀河戦                          | 本戦トーナメント （ブロック戦） | 女流2名                   | 女流棋士2名 |
| 銀河戦                          | 本戦トーナメント （ブロック戦） | 16名＋α                   | タイトル保持者 前年度決勝トーナメント進出者 順位戦上位者 |
| 銀河戦                          | 予選                            | アマ                      | 前年度決勝トーナメント進出者であり かつ当該年度のアマ大会でブロック戦出場権を獲得していない |
| NHK杯テレビ将棋 トーナメント    | 本戦 （2回戦シード）            | 14名                      | 前回ベスト4 タイトル保持者 順位戦A級所属者 |
| NHK杯テレビ将棋 トーナメント    | 本戦                            | 17名                      | （前年12月末時点 基準日） 永世称号者・名誉NHK杯選手権者 順位戦B級1組所属者 棋戦優勝者（朝日杯・将棋日本シリーズ・新人王戦・銀河戦） 総合成績優秀者                                                         |
| NHK杯テレビ将棋 トーナメント    | 本戦                            | 女流1名                   | 出場女流棋士決定戦（出場資格は主に女流タイトル保持者）の優勝者 |
| 将棋日本シリーズ プロ公式戦     | （2回戦シード）                 | 4名                       | 前回優勝者 タイトル保持者 獲得賞金ランキング上位者 |
| 将棋日本シリーズ プロ公式戦     | （1回戦出場資格）               | 8名                       | 獲得賞金ランキング上位者（上記2回戦シード該当者4名を除く） |
| 新人王戦                        | （出場資格） （計40名）         | （人数不定）              | 26歳以下かつ六段以下の棋士（ただしタイトル戦経験者を除く） |
| 新人王戦                        | （出場資格） （計40名）         | アマ1名                   | しんぶん赤旗全国囲碁・将棋大会優勝者 |
| 新人王戦                        | （出場資格） （計40名）         | 女流4名                   | 26歳以下の女流棋士4名 |
| 新人王戦                        | （出場資格） （計40名）         | 奨励会員（人数不定）      | 前期奨励会三段リーグ上位者 |
| 加古川青流戦                    | （出場資格）                    | （人数不定）              | 四段の棋士 |
| 加古川青流戦                    | （出場資格）                    | 女流2名                   | 女流棋士2名（選考委員会推薦選出） |
| 加古川青流戦                    | （出場資格）                    | アマ3名                   | 加古川青流戦アマチュア選抜大会 ブロック優勝者（2名） 兵庫県アマ名人 |
| 加古川青流戦                    | （出場資格）                    | 奨励会員（人数不定）      | 前期奨励会三段リーグ上位者 |
| （終了棋戦） YAMADAチャレンジ杯 | （出場資格）                    | アマ1名                   | （選抜条件不明） |

名人戦・順位戦の成績と、他棋戦のシードの関係図
|          | 永世称号者                                                       | タイトルホルダー | 順位戦                           | 順位戦                           | 順位戦                           | 順位戦                           | 順位戦                           | 順位戦                           |
| A級      | 永世称号者                                                       | タイトルホルダー | B級                              | B級                              | C級                              | C級                              | フリー クラス                    |                                  |
| A級      | 永世称号者                                                       | タイトルホルダー | 1組                              | 2組                              | 1組                              | 2組                              | フリー クラス                    |                                  |
| -------- | ---------------------------------------------------------------- | ---------------- | -------------------------------- | -------------------------------- | -------------------------------- | -------------------------------- | -------------------------------- | -------------------------------- |
| 王位戦   | 予選から                                                         | 予選から         | 予選から                         | 予選から                         | 予選から                         | 予選から                         | 予選から                         | 予選から                         |
| 王座戦   | 右記による                                                       | 挑戦者決定T      | 2次予選                          | 2次予選                          | 2次予選                          | 1次予選                          | 1次予選                          | 1次予選                          |
| 棋王戦   | 右記による                                                       | 挑戦者決定T      | 挑戦者決定T                      | 挑戦者決定T                      | 予選                             | 予選                             | 予選                             | 予選                             |
| 叡王戦   | 段位別予選                                                       | 段位別予選       | 段位別予選                       | 段位別予選                       | 段位別予選                       | 段位別予選                       | 段位別予選                       | 段位別予選                       |
| 王将戦   | 2次予選（永世王将資格者も含む）                                  | 2次予選          | 2次予選                          | 1次予選                          | 1次予選                          | 1次予選                          | 1次予選                          | 1次予選                          |
| 棋聖戦   | 永世棋聖・永世棋聖資格者は2次予選 その他の永世称号者は右記による | 決勝T            | 2次予選                          | 2次予選                          | 2次予選                          | 1次予選                          | 1次予選                          | 1次予選                          |
| 朝日杯OP | 本戦／2次予選                                                    | 本戦／2次予選    | 1次予選                          | 1次予選                          | 1次予選                          | 1次予選                          | 1次予選                          | 1次予選                          |
| 銀河戦   | 右記による                                                       | ブロック戦最終戦 | 上位者：ブロック戦／下位者：予選 | 上位者：ブロック戦／下位者：予選 | 上位者：ブロック戦／下位者：予選 | 上位者：ブロック戦／下位者：予選 | 上位者：ブロック戦／下位者：予選 | 上位者：ブロック戦／下位者：予選 |
| NHK      | 本戦1回戦（名誉NHK杯も含む）                                     | 本戦2回戦        | 本戦2回戦                        | 本戦1回戦                        | 予選                             | 予選                             | 予選                             | 予選                             |

## 女流棋士が参加する棋戦
| 棋戦名                | リーグ／トーナメント     | 人数    | シード条件                                                                         |
| --------------------- | ------------------------ | ------- | ---------------------------------------------------------------------------------- |
| 白玲戦                | 女流順位戦A級            | 10名    | 前期白玲戦七番勝負敗者 前期女流順位戦A級残留者（原則8位以上） 女流順位戦B級2位以上 |
| 清麗戦                | -                        | -       | （清麗保持者以外の全参加者が予選トーナメントから）                                 |
| マイナビ 女子オープン | 本戦トーナメント         | 4名     | 前期の番勝負敗退者およびベスト4以上                                                |
| マイナビ 女子オープン | 予選トーナメント         | 48名    | チャレンジマッチを免除されている全ての現役女流棋士 2級以上の女性奨励会員           |
| マイナビ 女子オープン | 予備予選                 |         | 3期連続で予選1回戦敗退の女流棋士                                                   |
| マイナビ 女子オープン | チャレンジマッチ（アマ） |         | 3級以下の女性奨励会員 女性研修会員 女性アマチュア有段者                            |
| 女流王座戦            | 本戦トーナメント         |         | 前期本戦トーナメントベスト4及び番勝負敗退者 タイトルホルダー                       |
| 女流王座戦            | 二次予選                 |         | 前期本戦トーナメントベスト8                                                        |
| 女流王座戦            | 一次予選                 |         | エントリーした女流棋士 女性奨励会員 海外出場者枠                                   |
| 女流王座戦            | アマチュア予選           |         | 女性奨励会員以外の女性アマチュア                                                   |
| 女流名人戦            | 女流名人リーグ           | 10名    | 前期番勝負敗退者 前期残留者5名 予選通過者4名                                       |
| 女流王位戦            | 挑戦者決定リーグ         | 12名    | 前期残留者及び番勝負敗退者6名 予選通過者6名                                        |
| 女流王将戦            | 本戦                     |         | 前期三番勝負敗者 前期挑戦者決定戦進出者 タイトル保持者                             |
| 女流王将戦            | 予選                     |         | 本戦シード以外の女流棋士                                                           |
| 女流王将戦            | 予選                     | アマ5名 | 一般、大学生、高校生、中学生、小学生 各1名                                         |
| 倉敷藤花戦            | -                        | -       | 倉敷藤花保持者以外の全参加者(主催者推薦アマ2名含む)のトーナメント                  |

## アマチュアのみ参加する将棋大会
| 棋戦名                   | シード条件                                            |
| ------------------------ | ----------------------------------------------------- |
| アマチュア竜王戦         | 前期アマ竜王                                          |
| アマチュア名人戦         | 前期アマ名人／支部代表優勝                            |
| 全国アマチュア王将位大会 | 前年度の優勝（本戦シード） 他大会優勝者（予選シード） |
| 朝日アマ選手権           | 前年優勝者（決勝3番勝負）                             |